# Gouverneurs de la province de Constantine
Gouverneurs de la province de Constantine : Hadj-Ahmed Bey de la province de Constantine, déclaré déchu par l'empire français le 15 décembre 1830 pour non soumission, le maréchal Bertrand Clauzel nomme par anticipation, en 1836 le commandant Joseph Vantini surnommé Jusuf, gouverneur de Constantine, en remplacement du bey déchu. L'insuccès de l'expédition française pour la prise de Constantine , le 23 et 24 novembre 1836, entraine la mise hors de combat de nombreux soldats, et annulera cette première nomination. Après la prise de Constantine du 13 octobre 1837, plusieurs officiers de l'armée royale française seront nommés gouverneurs de la province constantinoise :
- Le colonel Joseph Bernelle, est nommé gouverneur par le maréchal Sylvain Charles Valée. Le 11 novembre 1837 il sera gradé maréchal de camp.
- Le général François de Négrier est nommé gouverneur le 23 novembre 1837.
- Le général Nicolas de Galbois est nommé gouverneur le 19 juillet 1838.
- Le général François de Négrier, est nommé pour la seconde fois gouverneur le 24 février 1841.
- Le général Achille Baraguey d'Hilliers est nommé gouverneur le 19 juin 1843[2].
- Le prince d'Orléans, duc d'Aumale est nommé gouverneur le 18 octobre 1843.
- Le général Damrémont est nommé gouverneur-général le 12 février 1857, pour négocier la paix avec les chefs de tribus[3].